# 押川善文
押川 善文（おしかわ よしふみ、1977年9月5日 - ）は、日本の俳優、スタントマン。宮崎県出身。ジャパンアクションエンタープライズ（JAE）、株式会社悪の秘密結社を経てフリー。本名：古家 善文（）。身長182cm、血液型A型。

## 来歴
高校卒業後、パン店に勤めていたが、体を動かす仕事を目指しており、職場の先輩の薦めによりJAC（現JAE）に入門した。
後楽園ゆうえんちのスーパー戦隊シリーズショーを経て、2000年に『未来戦隊タイムレンジャー』の戦闘員役でデビュー。2001年の『仮面ライダーアギト』の仮面ライダーギルス役からヒーロー役で出演するようになる。
2005年の『仮面ライダー響鬼』では仮面ライダー威吹鬼役以外に、俳優としてショウキ役で顔出し出演もしている。また、銃を主な武器とするライダーを演じることが多かった。
2008年の『炎神戦隊ゴーオンジャー』より、主な活躍の場をスーパー戦隊シリーズに移す。2012年の『特命戦隊ゴーバスターズ』以降は以前までレッドを演じていた福沢博文がアクション監督に転向したことでレッド役を演じることになり、『烈車戦隊トッキュウジャー』までの3作品で主役戦士のスーツアクターを担当した。3作品のレッドについて押川は、それぞれキャラが異なっていたので助かったと述べている。
2010年2月には、JAE所属俳優による音楽ユニット「J-MEN」に参加。1stシングル「限界Revolution」で歌手デビューを果たしている。
2015年2月4日、ライブコミュニティサイトスティッカム内番組であるウィークエンドネットスクールで、2015年2月をもって現役引退を発表した。映画『スーパーヒーロー大戦GP 仮面ライダー3号』（デネブ役・仮面ライダーギャレン役）の撮影を最後に引退した。
公開順ではオリジナルビデオ『行って帰ってきた烈車戦隊トッキュウジャー 夢の超トッキュウ7号』の方が後であるためこちらも引退作と称される。同作品では押川はトッキュウ1号役のほかに教師役で顔出し出演し、押川に縁のある高岩成二・岡元次郎・渡辺淳らが戦闘員役で立ち回りに参加するなど、記念作品としての一面もある。
2020年4月より九州朝日放送にて放送される『ドゲンジャーズ』にてメインスーツアクターとして業界復帰。同年7月に悪の秘密結社に入社した。
2024年4月1日、悪の秘密結社を退社したことを自身のXにて発表した

## 人物・エピソード
空手初段の有段者。趣味はサッカー。好きな俳優は松田優作。ダンスは苦手としている。
撮影現場では放浪する癖があり、出番間近に押川を探す関係者らを隠れて見ていることもあったという。
戦闘員として参加した『未来戦隊タイムレンジャー』では、アクション監督が信頼のある先輩アクターに先陣を切らせていたが、押川はこれを嫌い、自身が先頭に出るため新人とばれないようにテスト段階からマスクを装着して臨み、次第に「面白いやつ」として信頼を得るに至ったという。その後、『仮面ライダーアギト』への参加が決まったことにより怪人役も任されるようになった。
『劇場版 仮面ライダー龍騎 EPISODE FINAL』での高岩成二演じる仮面ライダー龍騎と岡元次郎演じる仮面ライダーリュウガとの対決を自身が見てきたアクションの中で最高のものと評しており、その影響から自身の演技でも前のカットと感情をつなげることを重視している。スーパー戦隊シリーズでは、仮面ライダーシリーズとは真逆でアクションが先行しているため前後のカットが決まっていないことも多く、押川のやり方が合わないこともあったが、押川は怒られても妥協したくないとの考えから強引に押し通したという。
『仮面ライダー電王』において桜井侑斗を演じた中村優一は、雑誌のインタビューにて「最終回のシーンは自然と涙が出た。押川さんともう会えなくなっちゃうんだ、と思って…。押川さんが本当に暖かい人なんで…」と語っている。その後、『スーパーヒーロー大戦GP 仮面ライダー3号』で再共演した時は押川も再会を喜んだことを語っている。復帰作である『ドゲンジャーズ』でも共演を果たした。
引退の理由は、自身の考えたアクションと実際の演技に違いが出るようになってアクションの仕事を楽しんで行うことが出来ず、自身の実力も見えたためとしている。押川は『烈車戦隊トッキュウジャー』を最後のレギュラー作品と決めていたが、結果として想い入れが強すぎて空回りを感じたことを述懐している。

## 出演
特記のない限り2010年以前のものは『JAE NAKED HERO』「LIST OF WORKS 押川善文」より

### テレビドラマ
- 九死に一生スペシャル6（1998年、NTV）
- 傷だらけの女スペシャル（1999年、CX） - コージ 役
- 週末婚（1999年、TBS） - ボート部員 役
- 怒る男わらう女（1999年、NHK） - 高校生 役
- ディア・フレンド（1999年、TBS） - 暴走族 役
- Gメン'75SP（2000年、TBS） - 捜査隊 役
- 二千年の恋 第11話（2000年、CX）
- 光の帝国（2001年、NHK）
- ルーキー 第1話（2001年、CX） - 若者 役
- スカイハイ 第10話（2003年、EX） - 水上竜士吹き替え
- 土曜ワイド劇場 検事・朝日奈耀子(6) 医師&検事…二つの顔を持つ女! 温かい死体 鬼怒川温泉殺人連鎖!! 川が結ぶ殺意の奔流（2008年、EX） - 野上幸雄巡査 役
- 特命係長 只野仁 4thシーズン 第39話（2009年、EX） - アクションクルー
- 土曜ワイド劇場 女警察署長（2009年、EX） - 松重豊吹き替え

### 特撮テレビドラマ
- スーパー戦隊シリーズ（EX）
  - 救急戦隊ゴーゴーファイブ（1999年 - 2000年）
  - 未来戦隊タイムレンジャー（2000年 - 2001年） - ロンダーズ囚人[1][2]、ゼニット[1][2]、ドーバ[14]
  - 百獣戦隊ガオレンジャー（2001年 - 2002年）
  - 忍風戦隊ハリケンジャー（2002年 - 2003年）
  - 爆竜戦隊アバレンジャー（2003年 - 2004年）
  - 特捜戦隊デカレンジャー（2004年 - 2005年）
  - 魔法戦隊マジレンジャー（2005年 - 2006年）
  - 轟轟戦隊ボウケンジャー（2006年 - 2007年）
  - 獣拳戦隊ゲキレンジャー（2007年 - 2008年）
  - 炎神戦隊ゴーオンジャー（2008年 - 2009年） - ゴーオンブルー[13][1]
  - 侍戦隊シンケンジャー（2009年 - 2010年） - シンケンブルー[13][1]、モウギュウダイオー[13]
  - 天装戦隊ゴセイジャー（2010年 - 2011年） - ゴセイブラック[13][1]
  - 海賊戦隊ゴーカイジャー（2011年 - 2012年） - ゴーカイブルー[15][1]、ゴーミン[16]
  - 特命戦隊ゴーバスターズ（2012年 - 2013年） - レッドバスター[17][1]
  - 獣電戦隊キョウリュウジャー（2013年 - 2014年） - キョウリュウレッド[18]
  - 烈車戦隊トッキュウジャー（2014年 - 2015年） - トッキュウ1号[19]、闇の巨獣[20]
- 仮面ライダーシリーズ（EX）
  - 仮面ライダークウガ（2000年 - 2001年） - 警察官 役
  - 仮面ライダーアギト（2001年 - 2002年） - 仮面ライダーギルス[13][1]
  - 仮面ライダー龍騎（2002年 - 2003年） - 仮面ライダーゾルダ[13][1]、仮面ライダーゾルダ（最終回 / 吾郎）[21]、オルタナティブ[13]、オルタナティブ・ゼロ[13]、仮面ライダーナイト（トリックベント）[22]、ボルキャンサー[23]、ディスパイダー[24]、バズスティンガー・ブルーム[25]、ギガゼール[26]、レイドラグーン[27]
  - 仮面ライダー555（2003年 - 2004年） - 仮面ライダーデルタ[13][1]、オートバジン[13]、スコーピオンオルフェノク[28]、スティングバグオルフェノク[29]、流星塾生 役ほか
  - 仮面ライダー剣（2004年 - 2005年） - 仮面ライダーギャレン[13]
  - 仮面ライダー響鬼（2005年 - 2006年） - 仮面ライダー威吹鬼[30][1]、仮面ライダー弾鬼[31]、ショウキ 役
  - 仮面ライダーカブト（2006年 - 2007年） - 仮面ライダードレイク[30][1]、カッシスワーム[32]
  - 仮面ライダー電王（2007年 - 2008年） - デネブ[13][1]、敵イマジン（1 - 18話）[13]、襲われた空手家 役
  - 仮面ライダーキバ（2008年 - 2009年）
  - 仮面ライダーディケイド（2009年） - 仮面ライダーギャレン[33]、仮面ライダーG3-X[34]、仮面ライダーギルス[35]、シンケンブルー[36]
  - 仮面ライダーオーズ/OOO（2010年 - 2011年） - 仮面ライダーバース・プロトタイプ（伊達明装着時）[37]
  - 仮面ライダーフォーゼ（2011年 - 2012年）
  - 仮面ライダーウィザード（2012年 - 2013年）
  - 仮面ライダー鎧武/ガイム（2013年 - 2014年）
  - 仮面ライダードライブ（2014年 - 2015年）
- ドゲンジャーズシリーズ（KBC）[9] - ルーキー
  - ドゲンジャーズ（2020年）
  - ドゲンジャーズ〜ナイスバディ〜（2021年） - グレイトZ、修羅王丸（第10話）
  - ドゲンジャーズ ハイスクール（2022年、アクション監督兼務[38]）
  - ドゲンジャーズ メトロポリス（2023年、アクション監督兼務） - 押川悪文（組長） 役（第1話）、ヒャクトーバン（芥変身時）[39]

#### テレビスペシャル
- 仮面ライダー龍騎スペシャル 13RIDERS（2002年） - 仮面ライダーゾルダ[40]
- 烈車戦隊トッキュウジャーVS仮面ライダー鎧武 春休み合体スペシャル（2014年）

### バラエティ番組
- めちゃ×2イケてるッ!（1998年、CX）
- ナインティナインだ!!新番組をやらせろスペシャル（2000年、ANB（現EX））
- いま何待ち?（2002年、CX） - 坂口憲二吹き替え
- SMAP×SMAP（2002年、CX） - 柔道の学生、任侠ダンサーズ 役
- 第56回NHK紅白歌合戦（2005年、NHK） - 仮面ライダー威吹鬼

### 映画
- 梟の城（1999年、東宝）
- 仮面ライダーシリーズ（東映）
  - 劇場版 仮面ライダーアギト PROJECT G4（2001年） - 仮面ライダーギルス[13]、アントロード フォルミカ・エクエス[13]
  - 劇場版 仮面ライダー龍騎 EPISODE FINAL（2002年） - 仮面ライダーゾルダ[13]
  - 劇場版 仮面ライダー555 パラダイス・ロスト（2003年） - オートバジン[13]、ライオンオルフェノク[13]、仮面ライダーオーガ[13]
  - 劇場版 仮面ライダー剣 MISSING ACE（2004年） - 仮面ライダーギャレン[41]、ギラファアンデッド[41]、バッファローアンデッド[41]、アルビローチ[41]
  - 劇場版 仮面ライダー響鬼と7人の戦鬼（2005年） - 仮面ライダー威吹鬼[13]
  - 劇場版 仮面ライダーカブト GOD SPEED LOVE（2006年） - 仮面ライダードレイク[13]
  - 劇場版 仮面ライダー電王 俺、誕生!（2007年） - デネブ[13]、仮面ライダー牙王[13]
  - モモタロスのなつやすみ（2007年）
  - 劇場版 仮面ライダー電王&キバ クライマックス刑事（2008年） - デネブ[13]
  - 劇場版 仮面ライダーキバ 魔界城の王（2008年） - 刑務官 役 ※友情出演
  - 劇場版 さらば仮面ライダー電王 ファイナル・カウントダウン（2008年） - デネブ[13]
  - 劇場版 超・仮面ライダー電王&ディケイド NEOジェネレーションズ 鬼ヶ島の戦艦（2009年） - デネブ[13]
  - 劇場版 仮面ライダーディケイド オールライダー対大ショッカー（2009年）
  - 仮面ライダー×仮面ライダー W&ディケイド MOVIE大戦2010（2009年）
  - 仮面ライダー×仮面ライダー×仮面ライダー THE MOVIE 超・電王トリロジー（2010年）
    - EPISODE RED ゼロのスタートウィンクル - デネブ[42]
    - EPISODE BLUE 派遣イマジンはNEWトラル
    - EPISODE YELLOW お宝DEエンド・パイレーツ

  - 仮面ライダーフォーゼ THE MOVIE みんなで宇宙キターッ!（2012年）
  - 仮面ライダー×仮面ライダー ウィザード&フォーゼ MOVIE大戦アルティメイタム（2012年）
  - 劇場版 仮面ライダー鎧武 サッカー大決戦!黄金の果実争奪杯!（2014年）
- 突入せよ! あさま山荘事件（2002年、東映） - 中野吹き替え
- 自虐の詩（2007年、松竹） - 阿部寛吹き替え
- スーパー戦隊シリーズ（東映）
  - 炎神戦隊ゴーオンジャー BUNBUN!BANBAN!劇場BANG!!（2008年） - ゴーオンブルー[43]、浪人 役
  - 劇場版 炎神戦隊ゴーオンジャーVSゲキレンジャー（2009年）
  - 侍戦隊シンケンジャー 銀幕版 天下分け目の戦（2009年） - シンケンブルー[13]
  - 侍戦隊シンケンジャーVSゴーオンジャー 銀幕BANG!!（2010年） - シンケンブルー[13]、ゴーオンブルー[13]、ゴセイブラック[13]
  - 天装戦隊ゴセイジャー エピックON THEムービー（2010年） - ゴセイブラック[43]、大門軍団 役
  - 天装戦隊ゴセイジャーVSシンケンジャー エピックon銀幕（2011年） - ゴセイブラック[44]、シンケンブルー[45]
  - ゴーカイジャー ゴセイジャー スーパー戦隊199ヒーロー大決戦（2011年） - ゴーカイブルー[46]
  - 海賊戦隊ゴーカイジャー THE MOVIE 空飛ぶ幽霊船（2011年） - ゴーカイブルー[2]
  - 特命戦隊ゴーバスターズ THE MOVIE 東京エネタワーを守れ!（2012年）
  - 特命戦隊ゴーバスターズVS海賊戦隊ゴーカイジャー THE MOVIE（2013年） - レッドバスター[47]
  - 劇場版 獣電戦隊キョウリュウジャー ガブリンチョ・オブ・ミュージック（2013年） - キョウリュウレッド[48]
  - 獣電戦隊キョウリュウジャーVSゴーバスターズ 恐竜大決戦! さらば永遠の友よ（2014年） - レッドバスター[49]、トッキュウ1号[50]
  - 烈車戦隊トッキュウジャー THE MOVIE ギャラクシーラインSOS（2014年） - トッキュウ1号[51]
  - 烈車戦隊トッキュウジャーVSキョウリュウジャー THE MOVIE（2015年）
- 特命係長 只野仁 最後の劇場版（2008年、松竹）
- 海賊戦隊ゴーカイジャーVS宇宙刑事ギャバン THE MOVIE（2012年）
- スーパーヒーロー大戦シリーズ（東映）
  - 仮面ライダー×スーパー戦隊 スーパーヒーロー大戦（2012年） - レッドバスター[49]、仮面ライダーバース・プロトタイプ[49]
  - 仮面ライダー×スーパー戦隊×宇宙刑事 スーパーヒーロー大戦Z（2013年） - キョウリュウレッド[49]、レッドバスター[49]
  - 平成ライダー対昭和ライダー 仮面ライダー大戦 feat.スーパー戦隊（2014年） - トッキュウ1号、キョウリュウレッド[47]
  - スーパーヒーロー大戦GP 仮面ライダー3号（2015年） - 仮面ライダーギャレン[52][53]、デネブ[54]
- イン・ザ・ヒーロー（2014年、東映） - 忍者 役

### Vシネマ
- 燃えろ!!ロボコンVSがんばれ!!ロボコン（1999年、東映）
- 仮面ライダーシリーズ（東映）
  - 仮面ライダーアギト 3大ライダー超決戦（バトル）ビデオ アギトvsG3-Xvsギルス いま選ばれる最強ライダー（2001年）
  - 仮面ライダー龍騎 ハイパーバトルビデオ 龍騎vs仮面ライダーアギト（2002年）
  - 仮面ライダー555 ハイパーバトルビデオ（2003年）
  - 仮面ライダー剣 超バトルDVD 「仮面ライダー剣（ブレイド）VSブレイド」（2004年）
  - 仮面ライダーカブト 超バトルDVD 誕生!ガタックハイパーフォーム!!（2006年）
  - 仮面ライダー電王 超バトルDVD 〜うたって、おどって、大とっくん!!〜（2007年） - デネブ
- スーパー戦隊シリーズ（東映）
  - 百獣戦隊ガオレンジャーVSスーパー戦隊（2001年） - ギンガブルー[55]、警官 役
  - 獣拳戦隊ゲキレンジャーVSボウケンジャー（2008年）
  - 炎神戦隊ゴーオンジャー BONBON！BONBON！ネットでBONG!!（2008年）
  - 帰ってきた侍戦隊シンケンジャー 特別幕（2010年） - シンケンブルー[36]
  - 帰ってきた天装戦隊ゴセイジャー last epic（2011年） - ゴセイブラック[56]
  - 特命戦隊ゴーバスターズVSビートバスターVS J（2012年）
  - 帰ってきた特命戦隊ゴーバスターズVS動物戦隊ゴーバスターズ（2013年）
  - 獣電戦隊キョウリュウジャー でたァ〜ッ! まなつのアームド・オンまつり!!（2013年）
  - 帰ってきた獣電戦隊キョウリュウジャー 100 YEARS AFTER（2014年） - キョウリュウネイビー[57]
  - 烈車戦隊トッキュウジャー さらばチケットくん! 荒野の超トッキュウバトル!!（2014年）
  - 行って帰ってきた烈車戦隊トッキュウジャー 夢の超トッキュウ7号（2015年） - トッキュウ1号、先生 役[5]
  - テン・ゴーカイジャー（2022年） - ゴーカイブルー[58]
  - 王様戦隊キングオージャーVSキョウリュウジャー（2024年） - キョウリュウレッド[59]

### ネットムービー
- ネット版 オーズ・電王・オールライダー レッツゴー仮面ライダー 〜ガチで探せ！君だけのライダー48〜（2011年）
- ネット版 仮面ライダー×スーパー戦隊 スーパーヒーロー大変 〜犯人はダレだ?!〜（2012年） - レッドバスター
- dビデオスペシャル 仮面ライダー4号（2015年）
- 仮面ライダーアウトサイダーズ ep.3 バトルファイトの再開とゼインの誕生（2023年） - ブロンズドライブ
- 仮面ライダーアウトサイダーズ ep.4 狂った時の運行とゼインの正体（2023年） - 仮面ライダーギャレン

### CM
- 救急戦隊ゴーゴーファイブ（1999年、東映）
- NTT東日本「ガッチャマン」（2000年）
- 大王製紙「エリス-エクストラスリム-」（2000年） - 鈴木一平吹き替え
- 三共リゲイン（2003年） - 永瀬正敏吹き替え
- JAL沖縄キャンペーン（2003年） - 坂口憲二吹き替え

### 舞台
- JAC第2回プロデュース公演「NOBUNAGA-戦国異聞」（1998年、東京芸術劇場）
- JAC第3回プロデュース公演「HIJIKATA」（1999年、東京グローブ座） - 新撰組隊士 役ほか
- 救急戦隊ゴーゴーファイブショー（1999年、後楽園ゆうえんち野外劇場） - 使い魔インプス[2]
- JAE Presents「白鎧亜 -HAKUGAIA-」（2010年、日替わり出演「天と地」及び、トーク）

### イベント
- チューブコンサート（1998年）
- JAEスペシャルイベント 俺たち参上!!（2009年、シアターGロッソ） - メインキャスト
- MASKED RIDER LIVE&SHOW 〜十年祭〜（2009年、国際フォーラム） - ゲスト出演